# Club Social y Deportivo Argentinos del Sud
El Club Social y Deportivo Argentinos del Sud (o simplemente Argentinos del Sud), también conocido como el Club de Paso, es un club deportivo fundado el 25 de mayo de 1930 en la ciudad de Mar del Plata. Su principal actividad es el fútbol y forma parte de la Liga Marplatense de Fútbol. Es uno de los clubes que formó al actual jugador de Fiorentina Lucas Martínez Quarta, y a Matías Soulé, de Juventus de Italia. 
En 2016 inauguró su propia cancha habilitada para jugar en el torneo de primera división de la Liga Marplatense de Fútbol, en el que logró ser finalista en los años 2014, 2015 y 2021, consagrándose campeón local en ese último año.    

## Villa deportiva "Titi Merlo"
El predio fue adquirido e inaugurado en el año 1997 para ser utilizado por las categorías de predécima. Tras 85 de trayectoria y luego de muchos sacrificios, el club deportivo pudo inaugurar su propia cancha de fútbol para jugar como local en el torneo de fútbol de primera división marplatense. La inauguración se llevó a cabo el día 7 de mayo de 2016 y el predio llevó el nombre de "Villa Deportiva Titi Merlo". Se reconocieron a jugadores del equipo, entre ellos: Maxi Gamio, Guido y Bruno Catalani, Emmanuel y "Pancho" Soria, Maximiliano Cebada, Marcos Merlo, Emiliano Carra, Leandro Echeverz, Matías del Río , Leandro Tornaroli y Gaspar Tornaroli y al exjugador y ahora técnico, Cristian Suárez.    

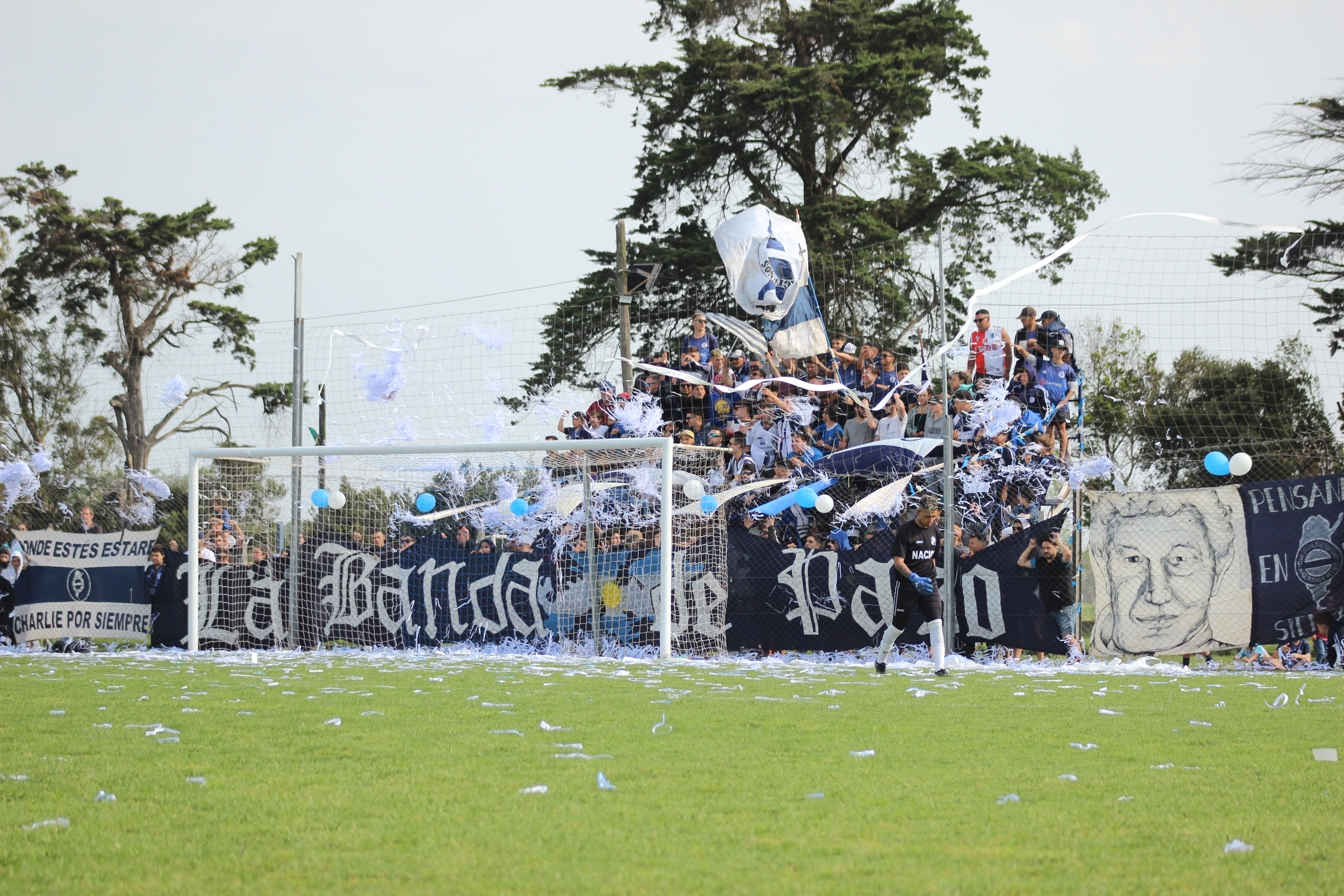
La "Banda de Paso" en la semifinales del 2021.

También se reconoció a otras figuras de la institución que colaboraron a lo largo de los años, tales como: Pedro Suárez, Domingo Merlo, Juan Carlos Favero, Franco Balducci, "Tito" Borioni, Juan Spertino, Ricardo Álvarez, Pablo Rizzo y a la Banda de Paso. Hubo homenajes a Alberto Longobuco, Roberto Retenaga, Jorge Pezzati y a "Titi" Merlo con descubrimiento del nombre de la villa. Ese mismo día, el equipo de primera división se llevó su primer triunfo frente a Talleres de Mar del Plata con un 3-0. El 5 de octubre de 2019 se inauguró la tribuna "Pedro Suarez" entre las canchas 1 y 2 del predio deportivo.

## Torneo oficial 2021
Luego de un año sin actividad debido a la pandemia de covid-19, se dio inicio al torneo oficial de la Liga Marplatense de Fútbol. Argentinos del Sud mantuvo una campaña con un buen inicio, pero un desenlace complicado. Sin embargo, el equipo logró la clasificación a playoffs y llegaron a última instancia, coronándose campeón de la liga local, y consagrándose como uno de los mejores equipos de la ciudad junto al Club Atlético Kimberley.   

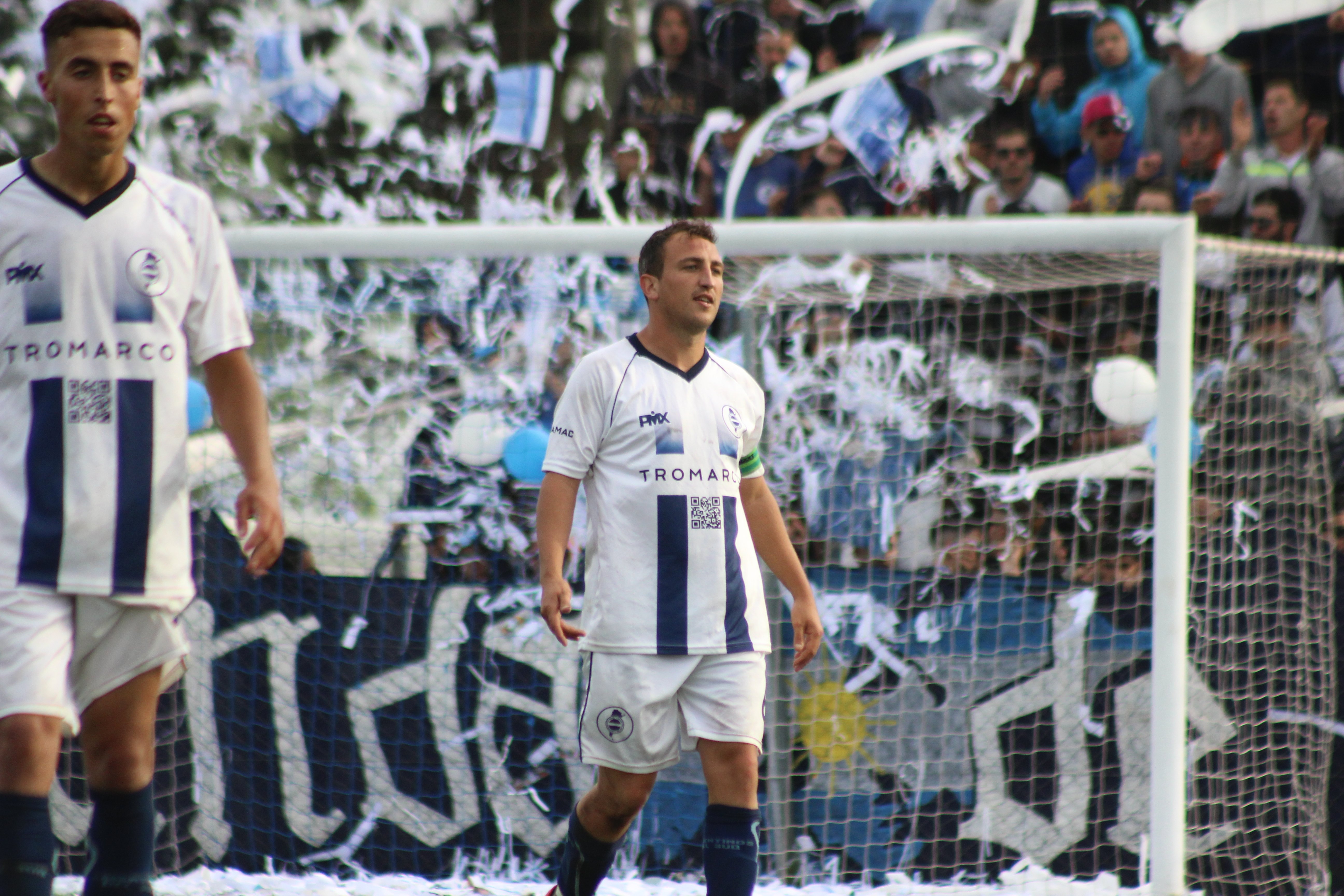
Bruno Catalani (Capitán) y Lucas Paoli con su público detrás.

El equipo hizo historia en la institución, pues logró disputar por primera vez de local las instancias de semifinales y finales en su propio predio deportivo, cosa que no había pasado en anteriores torneos debido a que la cancha fue habilitada recién en 2016, meses después de la última final.

## Plantel 2023
El equipo dirigido por Gastón Tarantola consta de los siguientes jugadores: 
- Santiago Lalli
- Tomás Galeano
- Franco De Angeli
- Agustín Bianchi
- Luca Di Geronimo
- Ciro Lopez
- Dylan Campos
- Bruno Catalani
- Leonardo Areal
- Franco Aguilar
- Lucas Paoli
- Mateo Cuevas
- Cristian Zarza
- Lautaro Paone
- Marcos Lagos
- Diego Lagos
- Agustín Soria
- Kevin Aguirre
- Maximiliano Merlo
- Gerónimo Echevarría
- Juan Castro
- Valentin Stabile
- Lucas Sisti
- Francisco Soria
- Manuel Piñeiro
- Julián Lo Piccolo
- Fausto Cebada
- Diego Frisone

## Jugadores destacados
- Lucas Martinez Quarta (River Plate)
- Matías Soulé (Juventus)

## Títulos
En sus 91 años de historia, el Club de Paso logró obtener un título de campeón (Temporada 2021 - Copa Cincuentenario de Los Campeones del '70), y dos de subcampeón, disputados en 2014 y 2015. 
| Liga                       | Torneo                                               | Año  | Director Técnico | Posición   |
| -------------------------- | ---------------------------------------------------- | ---- | ---------------- | ---------- |
| Liga Marplatense de Fútbol | Torneo Apertura                                      | 2014 | Cristian Suárez  | Subcampeón |
| Liga Marplatense de Fútbol | Torneo Clausura "Copa Luis Carlos Secuelo"           | 2015 | Cristian Suárez  | Subcampeón |
| Liga Marplatense de Fútbol | Torneo "Copa Cincuentenario de los Campeones del 70" | 2021 | Cristian Suárez  | Campeón    |

## Rivalidades
El clásico rival es el Club Atlético Almagro Florida, también de Mar del Plata, y además en los últimos años se generó una rivalidad con el Club Deportivo Norte. Fuera de ambos, no existe rivalidad con ningún otro equipo de la ciudad o la zona.